# Timor
Timor is een eiland in het zuidoosten van de Indische archipel, of de Kleine Sunda-eilanden, dat wordt verdeeld tussen de onafhankelijke staat Oost-Timor, en West-Timor, een deel van de Indonesische provincie Nusa Tenggara Timur. Het heeft een oppervlakte van 30.777 km². De naam is een variant van timur, Maleis voor 'het oosten'; het is zo genoemd omdat het in het oosten van een keten van eilanden ligt. Ten oosten van Timor ligt de Lydekkerlijn die de Euraziatische Plaat van de Australische Plaat en daarmee Eurazië van Australië scheidt.

## Geschiedenis
Het eiland is al eeuwenlang politiek verdeeld in twee delen: West-Timor, nu onderdeel van Indonesië en van midden 17e eeuw tot 1949 Nederlands Timor of Residentie Timor en onderhorigheden met als hoofdplaats Kupang (Koepang); en het nu zelfstandige land Oost-Timor, van midden 16e eeuw tot 1975 Portugees Timor, met als hoofdplaats Dili. Grensgeschillen tussen Nederland en Portugal werden in verschillende verdragen geregeld (Verdrag van Lissabon (1859), en uiteindelijk door een arbitrageverdrag in 1913 beslecht (finale uitspraak: 25 juni 1914).
Na de Indonesische annexatie van Oost-Timor of Timor-Leste in 1976 stond het oostelijk deel van het eiland ook bekend onder de Indonesische naam Timor Timur of Tim-Tim. Het werd door Jakarta beschouwd als zevenentwintigste provincie van het land, maar dit werd nooit erkend door de Verenigde Naties. Na een referendum dat in 1999 werd gehouden, in het kader van een de V.N. gesponsorde overeenkomst tussen Indonesië en Portugal, bereikte Oost-Timor onafhankelijkheid in 2002.

## Geografie
Ten zuidoosten van Timor ligt voorbij de Lydekkerlijn Australië. In het westen liggen de eilanden Roti, Savoe en Soemba. Ten westnoordwesten van Timor liggen de eilanden Flores, Solor, Adonara, Lomblen, Pantar en Alor, en in het noordoosten liggen de Barat Daya-eilanden, waaronder Wetar van de Indonesische provincie Molukken.
Timor bestaat grotendeels uit tropische droge bossen. Vele bomen laten hun bladeren vallen tijdens het droge seizoen. Het voornaamste handelsproduct was eeuwenlang het sandelhout.
Op Timor waren lange tijd vulkanen actief, waarvan het 'eeuwige vuur' als vuurtoren voor de zeevarenden diende. In het jaar 1637 vond de laatste grote uitbarsting plaats, waarna het 'eeuwige vuur' doofde.

## Fauna
Volgens de lokale mythologie was het eiland Timor een reuzenkrokodil.
Op het eiland komen relatief weinig zoogdieren voor. De enige knaagdieren die met zekerheid voorkomen zijn een kleine endemische rat Rattus timorensis en de spitsmuis Crocidura tenuis.
Mogelijk zijn er nog enkele andere soorten van de geslachten Rattus en Melomys en wellicht ook drie geslachten, verwant aan het geslacht Coryphomys. Ook is er een fossiel bekend van de uitgestorven ratachtige Coryphomys buehleri.
Twee endemische zangvogelsoorten komen uitsluitend op Timor voor: de timorvliegenvanger (Ficedula timorensis) en de timorlederkop (Philemon inornatus).
In de loop van de tijd ontwikkelde zich een ponyras, de Timorpony.